# 鏡忍寺
鏡忍寺（きょうにんじ）は、千葉県鴨川市にある日蓮宗本山（霊蹟寺院）。山号は小松原山。

## 略歴
- 1264年（文永元年）日蓮が、東条景信に襲撃され、同行の鏡忍坊日暁と共に天津（現在の鴨川市）の城主工藤吉隆が討たれた（小松原法難）。
- 1281年（弘安4年）小松原法難の地に、工藤吉隆の子、日隆が日蓮の命により建立。妙隆山と号す。
- 後に鏡忍坊の名に因み小松原山鏡忍寺と改める。
- 2008年（平成20年）9月6日、祖師堂落慶法要が営まれる。
- 2013年（平成25年）11月11日、小松原法難750年宗門法要が厳修される。
- 現住職は43世 原 俊道貫首（平成29年4月4日遷化 中興 唯信院日透上人）

## 旧末寺
日蓮宗は昭和16年に本末を解体したため、現在では、旧本山、旧末寺と呼びならわしている。
- 岡本山日宣寺（南房総市犬掛）
- 袈裟山掛松寺(鴨川市広場)

## 法縁
鏡忍寺は特定の法縁に属さない別格山である。

## 所在地
- 千葉県鴨川市広場1413